# Marco Fu
Marco Fu (Hong Kong británico, 8 de enero de 1978) es un jugador de snooker hongkonés.

## Biografía
Nació en el Hong Kong británico en 1978. Es jugador profesional de snooker desde 1998. Se ha proclamado campeón de tres torneos de ranking y uno de ranking menor, a saber: el Grand Prix de 2007, el Australian Goldfields Open de 2013, el Abierto de Escocia de 2016 y el Abierto de Gibraltar de 2015. Ha logrado, asimismo, tejer cinco tacadas máximas a lo largo de su carrera.

### Tacadas máximas
| Núm. | Año  | Torneo               | Rival          | Ronda                    | Ref.  |
| ---- | ---- | -------------------- | -------------- | ------------------------ | ----- |
| 1    | 2000 | Masters de Escocia   | Ken Doherty    | primera ronda            | [ 2 ] |
| 2    | 2012 | Abierto Mundial      | Matthew Selt   | clasificatorio           | [ 3 ] |
| 3    | 2015 | Masters              | Stuart Bingham | primera ronda            | [ 4 ] |
| 4    | 2015 | Abierto de Gibraltar | Sam Baird      | treintaidosavos de final | [ 5 ] |
| 5    | 2022 | Masters de Hong Kong | John Higgins   | semifinales              | [ 6 ] |